# يان غويو
يان غويو (بالفرنسية: Yann Guyot)‏ هو دراج فرنسي، ولد في 26 فبراير 1986 في فان في فرنسا.

## وصلات خارجية
- يان غويو على موقع الاتحاد الدولي للدراجات (الإنجليزية)
- يان غويو على موقع أرشيف الدراجات (الإنجليزية)
- يان غويو على موقع إحصائيات الدراجات الإحترافية (الإنجليزية)
- يان غويو على موقع نسبة الدراجات (الإنجليزية)